# Sergei Konyagin
Sergei Vladimirovich Konyagin (em russo:  Серге́й Владимирович Конягин; 25 de abril de 1957) é um matemático russo, professor de matemática da Universidade Estatal de Moscou.
Recebeu o Prêmio Salem de 1990. Em 2012 foi eleito fellow da American Mathematical Society.
Foi palestrante convidado do Congresso Internacional de Matemáticos em Madrid (2006: Almost everywhere convergence and divergence of Fourier series).

## Obras selecionadas
- Konyagin, S.; Shaparlinski, I. (1999). Character sums with exponential functions and their applications. Cambridge: Cambridge University Press. ISBN 0-521-64263-9
- Green, Ben; Konyagin, Sergei (2009). «On the Littlewood Problem Modulo a Prime». Can. J. Math. 61 (1). 141 páginas. arXiv:math/0601565. doi:10.4153/cjm-2009-007-4